# Historia de la nacionalidad argentina
Las ideas y prácticas de la nacionalidad y la ciudadanía en Argentina se han modificado con distintos períodos de su historia.

## Tras la independencia

### Generación de 1837
Empezada por Domingo Faustino Sarmiento, Juan Bautista Alberdi, y Esteban Echeverria en respuesta a la administración de Rosas, la Generación de 1837 propuso una nueva Argentina moderna, construida sobre la cooperación económica con Europa y de fomento de la inmigración europea. "Sarmiento, civilización o barbarie" y "Alberdi, la libertad civil para todos, la libertad política para unos pocos" y "gobernar es poblar" caracterizan la sociedad que tenían en mente - orden y progreso, en el que las personas cualificadas para dirigir el estado eran hombres de la tradición intelectual europea.

### Exclusión en el "nuevo país"
No importa qué tan cerca lazos económicos y culturales (o se desea que sea) con Europa, el discurso político de mediados del siglo XIX hasta el peronismo después de la Segunda Guerra Mundial a los europeos el contrapunto "otro" a la identidad colectiva de Argentina. Argentina se estaba desarrollando en el modelo económico liberal mismo que las potencias europeas (especialmente España, Gran Bretaña y Francia), pero mejorándola.

### Constitución de 1853
La Constitución Argentina de 1853, la primera constitución de la nueva república, no se hace ninguna referencia explícita a la ciudadanía, aunque, como un producto del pensamiento liberal de sus autores es muy universalista en su espíritu, hablando de grandes, los derechos universales que se aplican a todos los hombres. Esto contrasta con la práctica de la vecindad,, que es de naturaleza individual y matizada.

## Inmigración en el siglo XIX y temprano siglo XX
La constitución de 1852 incluye una cláusula resguardando la inmigración:

El Gobierno Federal fomentará la inmigración europea, y no podrá restringir, limitar ni gravar con impuesto alguno la entrada en el territorio argentino de los extranjeros que traigan por objeto labrar la tierra, mejorar las industrias e introducir y la enseñanza artística y las ciencias.

Esta cláusula refleja la generación de 1830, las políticas de inmigración. Inmigrantes europeos, especialmente los de los países desarrollados del norte de Europa, estaban destinados a tener un progreso de civilización y modernización de efecto en la sociedad argentina, y forjar una nueva identidad argentina sobre la base de duro trabajo, el mérito, y económica.

### Población del interior
Junto con cambiar la composición demográfica del país por incrementar el número de europeos, las unidades de inmigración del siglo XIX y principios del siglo XX significaron para poblar el interior de la Argentina que hasta ese momento está muy subdesarrollado.
Estas dos ópticas ―la europeización y población del interior― se combinaron con la Conquista del Desierto, donde los grupos indígenas de las pampas, los Andes, y la Patagonia fueron echados o matados para dejar lugar a los granjeros inmigrantes. Los indígenas fueron considerados un problema,y no verdaderos argentinos en la nueva visión, y por lo tanto no tenían derechos ciudadanos.

### Ley de inmigración
- Ley de Desembarco (1872): Contiene la primera definición legal de "inmigrante", la ley permite la inspección de barcos para prevenir la entrada para aquellos enfermos o por alguna otra razón incapaces de trabajar. Este papel no pasó la comisión de legislación, pero fue retrabajado e incluido en una ley de 1876 luego del brote de fiebre amarilla que salió de un barco inmigrante que llego a Buenos Aires.[4]
- Ley de Residencia (1902): Legalizó la expulsión de inmigrantes que "comprometan la seguridad nacional o disturben el orden público".
- Ley de Seguridad Social (1910): Esta ley prevé la expulsión de anarquistas y personas convictas en crímenes capitales en Argentina. Está también establecido para los capitanes de barcos permitiendo a los pasajeros por violar la ley. Esto representa una futura "barra invertida" contra la población inmigrante.[5]

## Perón y una nueva identidad colectiva
El gobierno populista y participativo de Juan Perón, fomentó un mayor vínculo entre el sujeto y el estado. Su visión es integradora y colectiva, basada en la idea de que toda la Argentina necesita para participar en el proyecto de desarrollo nacional. Étnico, racial o de otras identidades nacionales se hicieron secundaria a la nueva identidad colectiva de Argentina. Él fue el primero en el marco la ciudadanía argentina en términos de derechos políticos, en lugar de miembros de la comunidad.

### La emancipación y la participación política
Perón, con la influencia de su esposa, Eva Perón (Evita), las mujeres son emancipadas y participan oficialmente las clases más bajas, en particular los trabajadores, en la política nacional, por primera vez. A través de sus programas de bienestar social, Perón y Evita se convirtieron en padre y la madre de las cifras para las masas argentinas, la construcción de una identidad nacional colectiva en lugar de un país de individuos soberanos.

### La construcción de la identidad colectiva
Perón construyó su nueva identidad argentina en torno a sus raíces hispanas y criollas y el concepto de la Madre Patria a la que uno es siempre, y en última instancia, leal. Más tarde, esta tradición hispana fue reemplazada por una América con el fin de incorporar la gran comunidad de inmigrantes italianos. Días festivos, como el ‘’Día de la Raza’’ nuevos libros de texto de escuela glorificaron la conquista.
También alentó a los inmigrantes y grupos minoritarios, especialmente a los judíos, a participar en la vida pública a través de los sindicatos, asociaciones, oficialmente reconocidas culturales y las alas de los partidos políticos.
Inicialmente la política económica de Perón de la industrialización por substitución de importaciones (ISI) también fomentó el orgullo nacional y un sentido de independencia.

## Guerra Sucia y Dictadura militar
La Junta Militar que volteó a Perón instaló un sistema de terrorismo de Estado excepcionalmente represivo, y los ataques sistemáticos a los ciudadanos crearon un clima de miedo y silencio que era lo contrario de la participación política de las masas de la época de Perón. Sin embargo, ellos también construyeron sus gobiernos en torno a los conceptos de la identidad argentina. Las juntas atacaron peronismo como una amenaza para los verdaderos valores del capitalismo argentino.
La identidad colectiva de Argentina fue reemplazada por un modelo más individualista, en el que el ciudadano se encontraba al servicio del Estado y no al revés

### Movimientos sociales
Aunque la libertad de expresión fue inexistente en la dictadura de Videla y la disidencia era un delito punible, un fuerte movimiento social surgió de la dictadura militar. Aunque cada grupo tenía sus propias preocupaciones, la mayoría utiliza la retórica de la ciudadanía para luchar por el regreso de sus derechos políticos. Estos grupos de derechos humanos fueron finalmente se une a los grupos de mujeres y de los sindicatos a principios de 1982, comenzando el retorno a la democracia y el Estado civil.
Expresando sus preocupaciones en términos de derechos de ciudadanía, el movimiento de la disidencia rediseñar el modelo de ciudadano argentino en uno de un participante activo con altas expectativas, dispuesto a hacer exigencias de su gobierno.

## En la actualidad
La actual Ley de Ciudadanía Argentina se deriva, en su mayor parte, de la Constitución Nacional. Hasta hace poco, en 1994, el documento no contiene ninguna definición de la ciudadanía y los derechos conexos, en cambio, las cláusulas están redactadas en términos de "residentes" y "la gente".The 'New Rights and Guarantees' section added in 1994 fue una reacción a un gobierno autoritario, y regule claramente los derechos políticos de Argentina, sin embargo, la Constitución todavía no contiene una definición de la propia ciudadanía.

### Secciones relevantes de la Constitución
Los ciudadanos de cada provincia gozan de todos los derechos, privilegios e inmunidades inherentes a la condición de ciudadano en las demás provincias...

In this way, Argentina's federal system uses a version of the principle of comity to uphold provinces' rights, while still maintaining that Argentine citizenship is a national, pan-provincial status.

Todos los habitantes de la Nación tiene los siguientes derechos conforme a las leyes que rigen su aplicación, a saber: para trabajar y para toda industria lícita; venta y el comercio, la demanda de las autoridades; entrar, permanecer, atravesar y salir del territorio argentino; hacer que las ideas del público a través de la prensa sin censura previa, el uso y dictar sobre bienes inmobiliarios por cuenta propia, la religión en la práctica totalidad de asociaciones con fines significativa; libremente, enseñar y aprender.

La Sección 14 bis también incluye una cláusula que otorga beneficios de seguridad social, "que deberá ser de naturaleza integral y no se puede."
Argentina extends its civil rights to "all inhabitants" of the Nation, not just those with full citizenship status. (see "section 20" below) This provision was added in 1957, with the state taking responsibility for its inhabitants' well-being.

La Nación Argentina no admite prerrogativas de sangre ni de nacimiento: no hay en ella fueros personales ni títulos de nobleza. Todos sus habitantes son iguales ante la ley, y admisibles en los empleos sin otra condición que la idoneidad. La igualdad es la base de la fiscalidad y las cargas públicas.

This section is a reaction to Spanish colonial rule, under which an individual's legal and practical rights were determined by their blood (both in terms of race and nobility).
La estipulación de que "la igualdad es la base de la fiscalidad y las cargas públicas", refleja que, en la práctica, la ciudadanía argentina fluye de los derechos y deberes.

Los extranjeros gozan en el territorio de la Nación de todos los derechos civiles de los ciudadanos... No están obligados a admitir la ciudadanía, ni a pagar contribuciones forzosas extraordinarias. Obtienen nacionalización residiendo dos años continuos en la Nación, pero la autoridad puede acortar este término a favor del que lo solicite, alegando y probando servicios a la República.

El sufragio es universal, igual, secreto y obligatorio...

### Ciudadanía
La ciudadanía argentina se puede obtener aun estando indocumentado.
La adquisición de la ciudadanía argentina está regulada por el art. 20 de la Constitución Nacional que establece lo siguiente:

Artículo 20: Los extranjeros gozan en el territorio de la Nación de todos los derechos civiles del ciudadano; […] Obtienen la nacionalización residiendo dos años continuos en la Nación; pero la autoridad puede acortar este término a favor del que lo solicite, alegando y probando servicios a la República.
Constitución Nacional, artículo 20

La Ley 346 y el decreto 3213/1984 reglamentan al artículo 20 de la Constitución Nacional.
El sistema legal de adquisición de la ciudadanía argentina es único en el mundo en tanto la radicación es una opción a la ciudadanía y no un requisito previo. La explicación es histórica en tanto antiguamente la doble nacionalidad no era aceptada en el derecho internacional y adquirir una nueva nacionalidad implicaba renunciar a la de origen. Sin embargo, hoy en día la doble nacionalidad es aceptada por la mayoría de los países y no es necesario que exista un tratado previo.
De esta manera es que se puede solicitar la ciudadanía argentina sin estar documentado ni poseer residencia legal. La falta de cumplimiento de la normativa migratoria es una mera infracción administrativa, en la Argentina los Jueces Federales han establecido que "Ningún ser humano es ilegal".
El artículo 3.º del decreto 3213/84 establece que los requisitos son los siguientes:
a) tener dieciocho (18) años de edad cumplidos

b) residir en la República dos (2) años continuos

c) manifestar ante los jueces federales su voluntad de serlo.
También podrán obtener la naturalización cualquiera sea el tiempo de su residencia los extranjeros que acrediten las siguientes circunstancias:

f) tener cónyuge o hijo argentino nativo.
Mientras que las causales legales de rechazo son las siguientes:
a) no tener ocupación o medios de subsistencia honestos

b) estar procesado en el país, o en el extranjero por delito previsto en la legislación penal argentina, hasta no ser separado de la causa.

c) haber sido condenado por delito doloso, ya fuere en el país o en el extranjero, a pena privativa de libertad mayor de tres (3) años, salvo que la misma hubiere sido cumplida y hubieren transcurrido cinco (5) años desde el vencimiento del término de la pena fijada en la condena o hubiere mediado amnistía.
En lo que respecta al requisito de buena conducta, la jurisprudencia de la Corte Suprema ha sido bastante tolerante en aquellos casos en que el delito no sea violento y el solicitante tenga cónyuge o hijos argentinos.
Si bien el requisito de hablar inteligiblemente el idioma nacional está derogado, la jurisprudencia de la Cámara federal lo exige. Los fiscales también suelen exigir el certificado de buena conducta del país de origen del solicitante.
El art. 4.º del decreto que establece que la documentación necesaria para iniciar el trámite es: Certificado de nacimiento o Pasaporte del país originario visado por el Cónsul argentino del lugar o Documento Nacional de Identidad o Cédula de Identidad otorgada por la Policía Federal Argentina.
El procedimiento se realiza ante un Juez federal y se rige por la gratuidad de las actuaciones (art. 21 del decreto 3213/84) con la excepción de la publicación de edictos en un diario local.
No es necesaria la representación de un abogado.
El procedimiento es análogo a una investigación criminal del solicitante donde el Juez solicita informes a diferentes agencias del Estado (Policía Federal, INTERPOL, Migraciones, etc) y a particulares a los efectos de constatar que no se configura ninguna de las causales de rechazo.
Luego de contestados los informes, se publica el edicto y el expediente debe ser analizado por el Fiscal quien dará un dictamen. Si el dictamen es favorable, el Juez dictará sentencia.
Sin embargo, durante el gobierno dictatorial de Jorge Rafael Videla, la ley 346 fue derogada y reemplazada por la Ley de facto 21.795 que aumentó los requisitos a 25, entre otros: (1) residencia legal y su correlato en el trabajo legal (2) hablar y escribir en castellano (3) tener conocimientos básicos de la Constitución Nacional (4) No pertenecer a un país que haya estado en guerra con la Argentina (5) renunciar a la ciudadanía de origen, etc.
En la práctica, la mayor parte de los jueces federales de primera instancia sigue requiriendo el cumplimiento de los requisitos de la ley de facto 21.795.
En los casos en que se cumpla con los requisitos mencionados, el trámite puede realizarse de manera personal, caso contrario puede reclamarse el cumplimiento del derecho vigente con la asistencia de un abogado especializado.
Con respecto al contenido de los vocablos residencia, continua, medios honestos de vida, la Jurisprudencia ha establecido lo siguiente:
a) Residencia no implica residencia legal sino, en cambio residencia material (vivir en la Argentina);

b) La continuidad de la residencia no implica una prohibición de salir del país sino, en cambio, que debe conservar su domicilio en el mismo;

c) Medio de subsistencia honesto implica que realiza una actividad laboral y que esta es honesta; no es relevante si el trabajo que realiza es regular o no (si trabaja «en negro»).
Los niños nacidos en el extranjero de padres argentinos son automáticamente ciudadanos argentinos y sólo se debe constatar ante el cónsul argentino el vínculo con el padre/madre argentino y se lo anota en el registro consular.

### Documento Nacional de Identidad
El DNI es el documento nacional de identidad. Es una libreta con información personal que incluye un número único, utilizado para obtener los servicios sociales, de voto, en el alquiler, la apertura de cuentas bancarias, etc.
Los nuevos residentes debe obtener un DNI antes de los 90 días de su llegada.

### Elecciones
Como se menciona en la Sección 37, Argentina tiene voto obligatorio: el voto es tanto un derecho como un deber.
Aunque los no ciudadanos no pueden votar en las elecciones federales, algunas provincias permiten que los no ciudadanos residentes de (los que tienen DNI) pueden votar en las elecciones provinciales y municipales:
- Provincia de Buenos Aires: provincial y municipal
- Ciudad de Buenos Aires: solo local
- Provincia de Catamarca: solo municipal, con el DNI y cuatro años de residencia en Catamarca y haberse registrado como un votante extranjero ante las autoridades municipales
- Provincia de Misiones: provincial y municipal, si se registra especialmente y obtiene una tarjeta de votante ante las autoridades provinciales
- Provincia de Neuquén: provincial y municipal, si se registra especialmente ante las autoridades provinciales
- Provincia de Santa Fe: municipal, si se registra especialmente ante las autoridades municipales.